# 亞布盧尼夫卡 (法斯蒂夫區)
50°15′30″N 29°58′43″E / 50.25833°N 29.97861°E

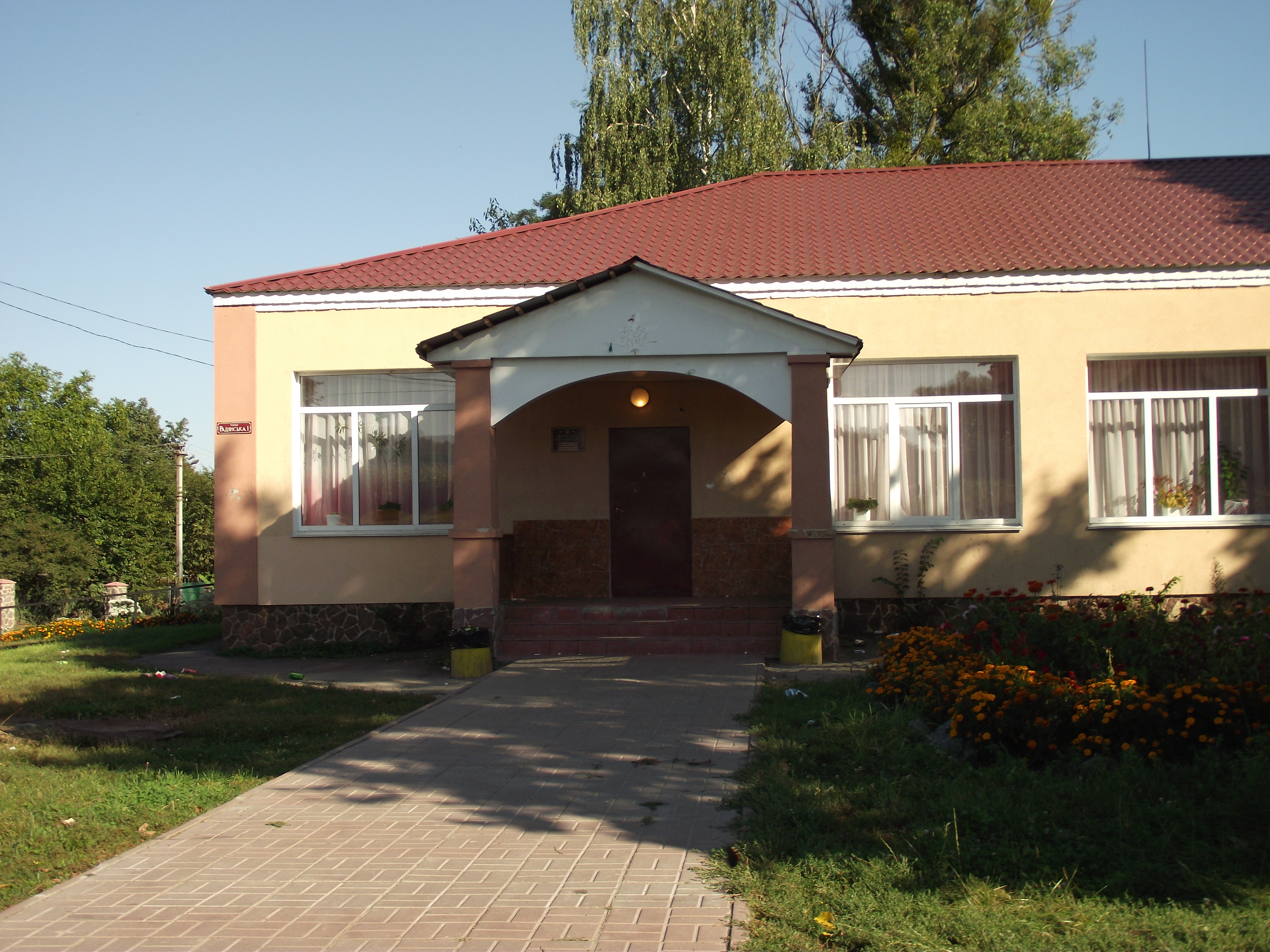
活动室

亞布盧尼夫卡（烏克蘭語：Яблунівка）是位於烏克蘭北部的村莊，由基辅州法斯蒂夫區的贝希夫市镇負責管轄。該村始建於1643年，面積0.28平方公里，海拔高度154米，2001年人口432，人口密度每平方公里2,025人。